# Markus L. Frank
Markus Lukas Frank (* 1969 in Schwäbisch Hall) ist ein deutscher Musiker und Dirigent.

## Leben und Wirken
Markus L. Frank studierte ab 1988 an der Hochschule für Musik Detmold, unter anderem mit Stipendien der Studienstiftung des deutschen Volkes, des Deutschen Musikrates und der Deutschen Mozart-Gesellschaft. Er nahm an mehreren Musikwettbewerben teil und war Preisträger des Internationalen Instrumentalwettbewerbs Markneukirchen, beim Concours de Genève und beim ARD-Wettbewerb München.
Nach dem Studium war er Hornist beim NDR Sinfonieorchester Hamburg. In dieser Zeit spielte er auch als Solohornist mit anderen Orchestern und studierte außerdem Dirigieren bei Klauspeter Seibel an der Hochschule für Musik und Theater Hamburg. Ab 1998 war er 2. Kapellmeister am Opernhaus Kiel und spielte in dieser Zeit mit dem Philharmonischen Orchester Kiel Cyrano de Bergerac von Franco Alfano ein.
2003 wurde er 1. Kapellmeister und Stellvertretender Generalmusikdirektor am Anhaltischen Theater in Dessau. Er gastierte unter anderem an der Staatsoper Hannover und dirigierte dort die Ballette Schwanensee von Pjotr Iljitsch Tschaikowski und Le sacre du printemps von Igor Strawinsky. 2005 debütierte er mit Hänsel und Gretel von Engelbert Humperdinck an der Deutschen Oper Berlin, wo er später mehrfach Die Zauberflöte von Wolfgang Amadeus Mozart dirigierte.
Markus L. Frank wurde 2008 Generalmusikdirektor am Theater Nordhausen/Loh-Orchester Sondershausen. Seit 2012/2013 hat er einen Lehrauftrag für Orchesterdirigieren an der Hochschule für Musik Franz Liszt Weimar.
Ab der Spielzeit 2016/2017 wurde er als Nachfolger von Antony Hermus zum Generalmusikdirektor der Anhaltischen Philharmonie am Anhaltischen Theater Dessau berufen.

## Diskografie
- Franco Alfano: Cyrano de Bergerac, Philharmonisches Orchester Kiel, cpo, Georgsmarienhütte 2002, DNB 358703972.
- Engelbert Humperdinck: Hänsel und Gretel, Anhaltische Philharmonie, Arthaus-Musik, Halle (Saale) 2008, DNB 993681573.
- Walter Braunfels: Don Juan/Sinfonische Variationen, Philharmonisches Orchester Altenburg-Gera, Capriccio, 2016.